# Annie Sprinkle
Ellen F. Steinberg, dite Annie Sprinkle, née le 23 juillet 1954 à Philadelphie, est une artiste, performeuse, réalisatrice, pédagogue sexuelle et féministe américaine qui commença sa carrière en tant que prostituée et actrice pornographique.
Elle est considérée comme une figure marquante, sinon la pionnière, du mouvement ayant inventé des liens entre  pornographie, prostitution et sexologie aux États-Unis.

## Biographie
Actrice porno dès l'âge de 18 ans et ancienne travailleuse du sexe, elle a obtenu son plus gros succès dans ce domaine avec Deep Inside Annie Sprinkle (1981), qu'elle réalise avec Joseph W. Sarno.
Dans les années 1980, elle anime des ateliers sur l'éjaculation féminine avec Shannon Bell et Deborah Sundahl.
Elle est diplômée d'une licence en photographie de la School of Visual Arts (1986)[réf. souhaitée] et d'un doctorat en sexologie de l'Institute for Advanced Study of Human Sexuality de San Francisco, obtenu en 1992.
En 1991, elle crée un atelier intitulé Sluts and Goddesses, à l'origine de son film The Sluts and Goddesses Video Workshop – Or How To Be A Sex Goddess in 101 Easy Steps, codirigé et coproduit par Maria Beatty. L'objectif de ce film est de banaliser les techniques sexuelles non conventionnelles issues de la pornographie et de la prostitution. 
Devenue artiste et militante porno-féministe, elle propose une pédagogie du sexe pleine d'humour, se jouant notamment de la sacro-sainte différence sexuelle, et elle défend le travail du sexe. Dans ses performances, elle remet en cause le rôle d'objet sexuel souvent dévolu aux femmes dans l'industrie du sexe et revendique avec fierté sa sexualité. Sa performance la plus célèbre est Public Cervix Announcement, durant laquelle elle invite le public à contempler son col de l'utérus au moyen d'un spéculum inséré dans son vagin. Lors de The Legend of the Ancient Sacred Prostitute elle se masturbe sur scène de manière ritualisée.
Durant dix-sept ans, elle réalise des tournées internationales, dont Post Porn Modernist, Annie Sprinkle's Herstory of Porn, Hardcore from the Heart et Exposed; Experiments in Love, Sex, Death and Art.
Anne Sprinkle collabore avec Elizabeth Stephens, sa compagne, depuis 2002.
Sur la fin de sa carrière, elle considère que « le porno consomme trop d'électricité, et que travailler sur l'amour est aujourd'hui plus transgressif » et oriente ses actions vers l'« écosexualité ».

## Nom de scène
Ellen F. Steinberg choisit de s'appeler Annie à ses débuts dans l'industrie du sexe. Par la suite, elle opte pour le nom Sprinkle (le verbe anglais to sprinkle signifiant « arroser, asperger ») en raison de son attirance pour l'humidité, le liquide, l'urine, les sécrétions vaginales et la sueur. Plus ponctuellement, dans certains génériques, son nom de scène est Annie Sprinkles ou Annie Sands.

## Distinctions
- 1998 : XRCO Hall of Fame
- 1999 : AVN Hall of Fame
- 2002 : Firecracker Alternative Book Awards pour Hardcore from the Heart—The Pleasures […]

## Publications
- Post-porn modernist: my 25 years as a multimedia whore, Cleis Press, 1998.
- Dr. Sprinkle's Spectacular Sex—Make Over Your Love Life with One of the Worlds Greatest Sex Experts, Tarcher/Penguin, 2005.
- Hardcore from the Heart—The Pleasures, Profits and Politics of Sex in Performance, Continuum International Publishing Group, 2001